# Camí dels Carabiners
Camí dels Carabiners, auch als Camí des Carabiners (mallorquinisch) oder Caminet del Carabiners bezeichnet, ist ein Küstenwanderweg im Nordosten der spanischen Mittelmeerinsel Mallorca.

## Verlauf

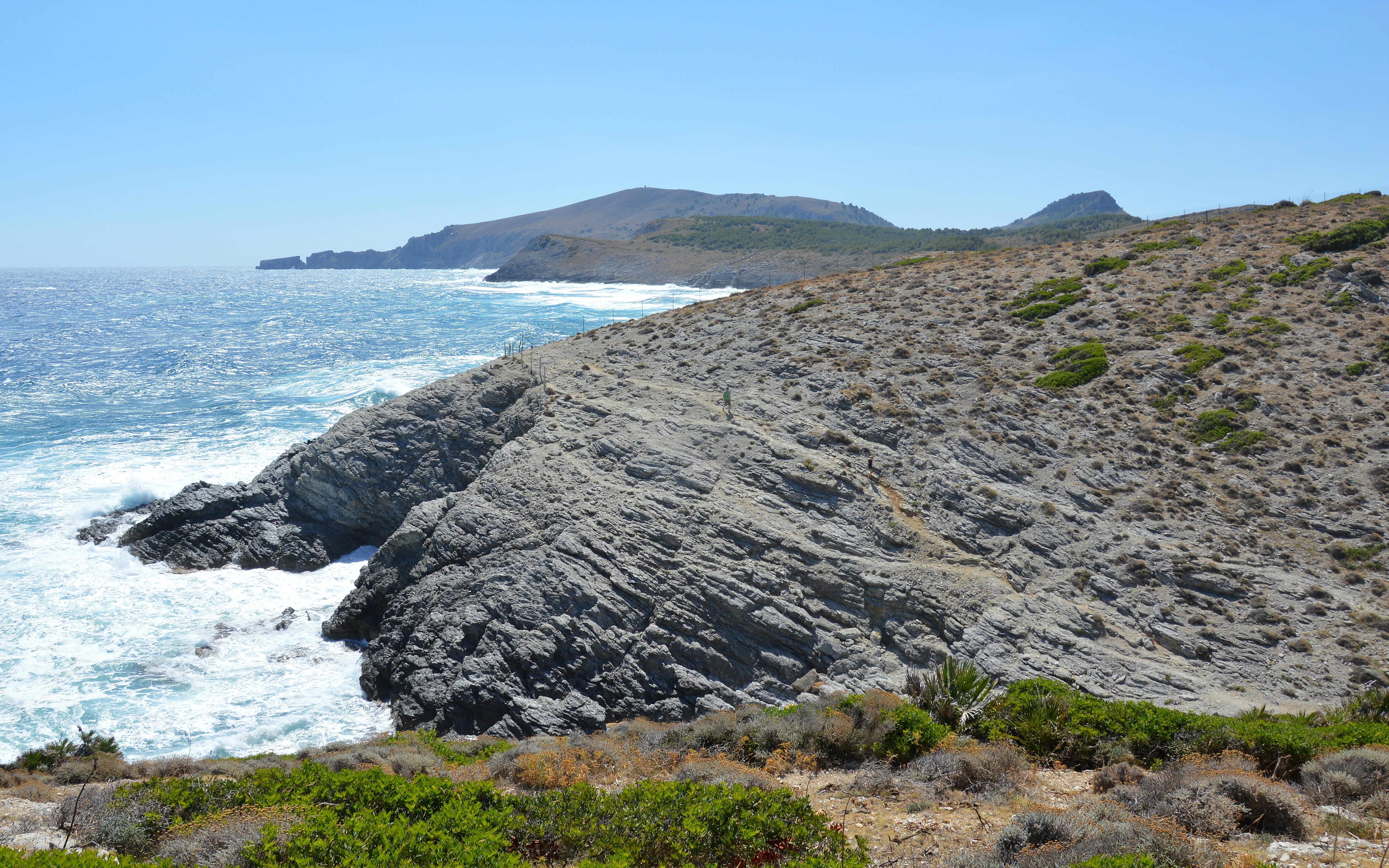
Blick auf den Weg mit Wanderern

Der Camí dels Carabiners führt auf dem Gebiet der Gemeinde Artà durch das Naturschutzgebiet Parc natural de la península de Llevant entlang eines abgelegenen und im weiten Umkreis unbebauten Küstenabschnitts.
Als Beginn wird häufig die Bucht Cala Estreta angegeben. Der etwa fünf Kilometer lange Weg folgt von dort aus dann in nordwestlicher bzw. westlicher Richtung auf und ab der weitgehend felsigen Steilküste, vorbei an den Buchten Cala Déntol, Ses Maganetes, Cala des Matzoc und erreicht den historischen Wehrturm Torre des Matzoc, dem die Insel Faraió d’Aubarca vorgelagert ist. Der Weg führt dann weiter entlang der Buchten Es Saulonar, Na Balldora, Sa Font Celada bis zu S’Arenalet des Verger.
Zum Teil wird auch der weiter östlich gelegene Abschnitt zwischen dem noch zur Gemeinde Capdepera gehörenden Cala Mesquida über Cala Torta, Cala Mitjana bis Cala Estreta zum Camí dels Carabiners gezählt. Zwischen Cala Torta und S’Arenalet des Verger ist der Camí dels Carabiners zugleich auch Teilstück des Fernwanderwegs GR 222 Artà-Lluc.
Der Weg besteht nur aus einem Pfad und ist in keiner Weise ausgebaut. Er ist nicht barrierefrei.

## Geschichte

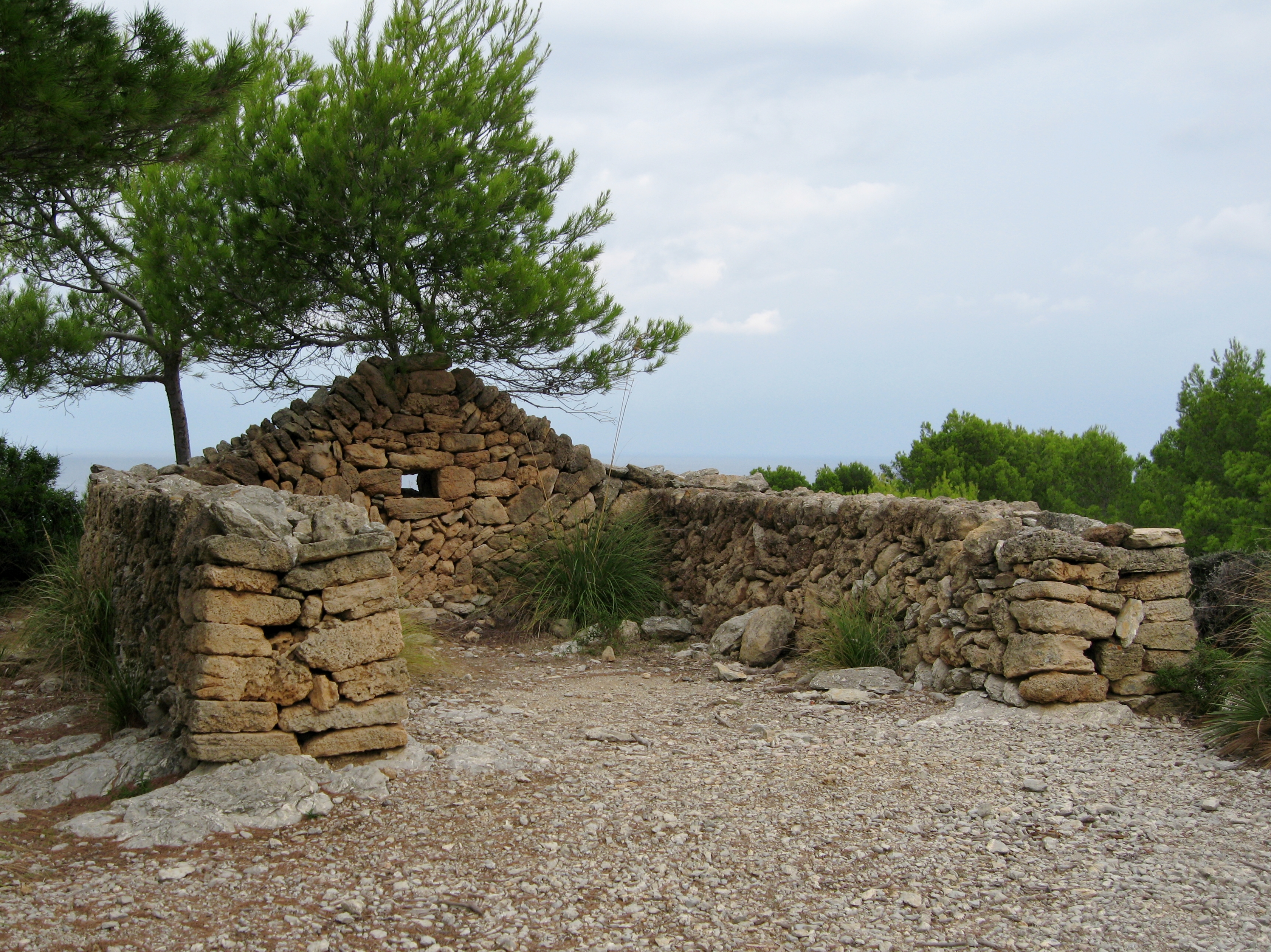
Schutzhüttenruine der Carabiners oberhalb der Cala de sa Font Celada

Der Name Camí dels Carabiners (deutsch: Weg der Carabiners) geht auf die 1829 gegründete und bis in die 1930er Jahre bestehende spanische Zollwache Carabiners zurück, die in diesem Gebiet zur Bekämpfung des Schmuggels tätig war. Aufgrund der Abgelegenheit des nur schwer zugänglichen Gebiets und den vielen kleinen für die Landung von Schiffen geeigneten Buchten, war das Areal in besonderem Maße Ziel von Schmugglern. Der Weg diente den Carabiners für ihre Streifentätigkeit. Trotz Einsatz der Carabiners fand der Schmuggel jedoch weiter statt, was auch daran gelegen haben soll, dass die Schmuggler mit Bestechungen sich den ungehinderten Schmuggel sicherten. Der Schmuggel war in der Region bis in die Mitte der 1950er Jahre von erheblicher Bedeutung.
Die Abgelegenheit und Schroffheit des Gebiets und eine restriktive Naturschutzpolitik führten dazu, dass die Küste in diesem Bereich, für die Insel Mallorca eher ungewöhnlich, unbebaut blieb, so dass der Camí dels Carabiners durch eine ursprüngliche Landschaft führt.